# Cylindropuntia kleiniae
Cylindropuntia kleiniae, conocida comúnmente como cardoncillo, tasajillo o tasajo, es una especie de planta suculenta perteneciente al género Cylindropuntia, dentro de la familia Cactaceae. Se distribuye desde el centro-sur de Estados Unidos hasta México. Además ha sido introducida en España, donde se le considera una especie invasora. 

## Descripción

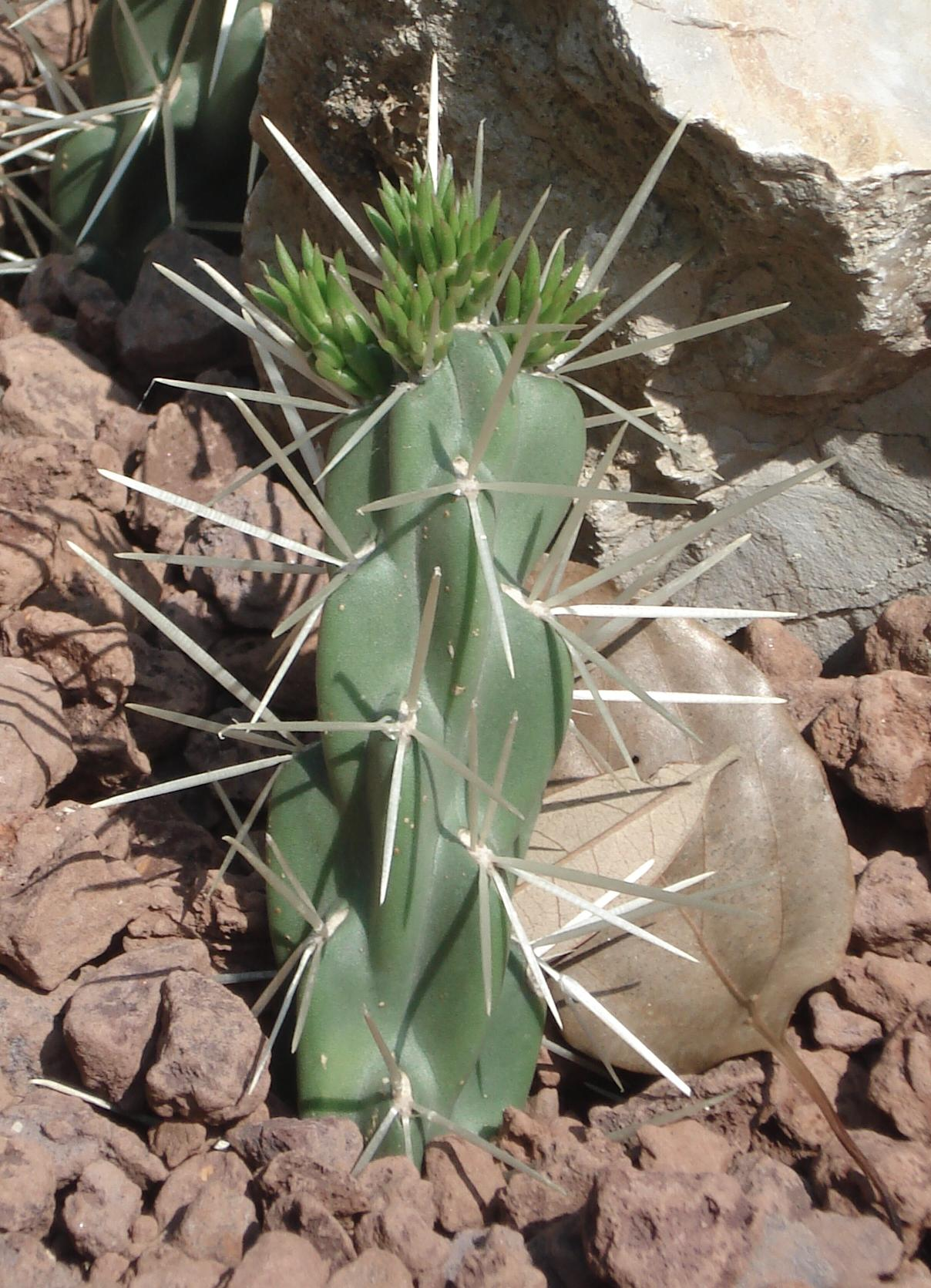
Detalle de las espinas

Cylindropuntia kleiniae es una especie de cactus que crece como un arbusto con pocas ramas abiertas, alcanzando alturas de 0,5 a 2,5 m. Los tallos son erectos, articulados y están formados por segmentos que se desprenden con facilidad. Cada uno de ellos mide de 4 a 20 cm de largo y de 0,5 a 1,2 cm de diámetro. Tienen forma cilíndrica y presentan tubérculos claramente visibles.
Sobre los tallos se asientan areolas lanudas, tienen forma oval y son de color amarillo (aunque se oscurecen con la edad). Poseen gloquidios de color amarillo de 0,5 a 2,5 mm de largo. También tienen de 1 a 4 espinas presentes en casi todas las areolas (aunque a veces pueden faltar) y están cubiertas por una vaina epidérmica que parece de papel. Tienen forma de aguja, son rectas o ligeramente curvadas y a menudo aparecen dobladas hacia atrás. Miden de 1 a 3 cm de largo y son de color amarillo a gris con la punta más clara.

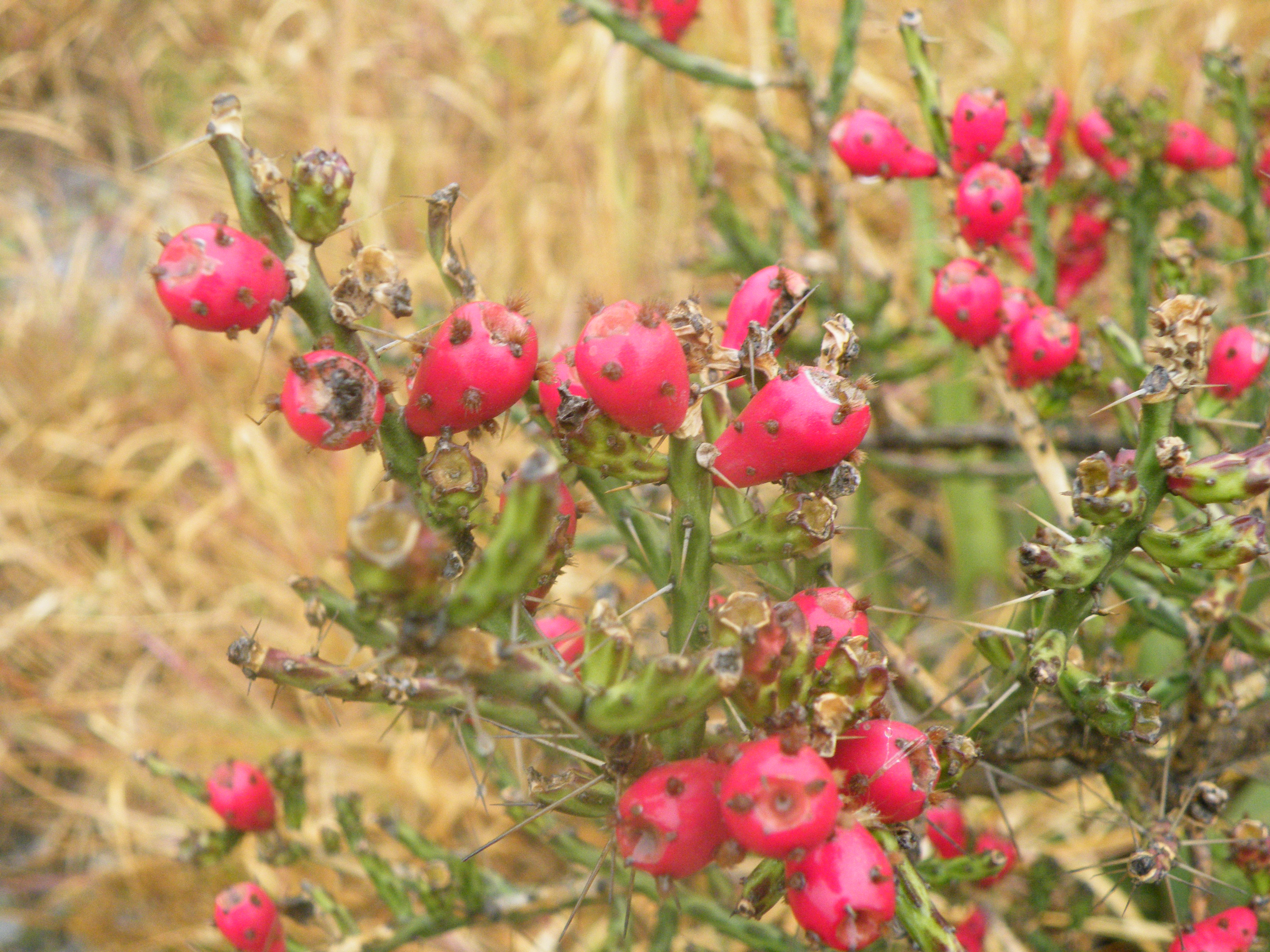
Detalle de los frutos

Las flores son de color verdoso en su base y rojo o magenta hacia sus puntas. Se abren durante el día (diurnas) y son polinizadas por abejas. Los frutos van de forma obovada a cilíndrica, son carnosos y no tienen espinas. Miden de 1,3 a 3,4 cm de largo, tienen un diámetro de 1 a 2 cm y aunque inicialmente son de color verde, luego se tornan rojos.

## Distribución y hábitat
El área de distribución nativa de esta especie abarca desde el centro-sur de Estados Unidos (principalmente en los estados de Texas, Arizona, Oklahoma y Nuevo México) hasta el centro-norte de México (concretamente en los estados mexicanos de Aguascalientes, Coahuila, Durango, Hidalgo, Jalisco, Nuevo León, Puebla, Querétaro, San Luis Potosí, Tamaulipas, Veracruz y Zacatecas). Además ha sido introducida en España.
Crece principalmente en biomas desérticos o de matorrales secos, sobre laderas rocosas de piedra caliza, a elevaciones de 800 a 1800 metros sobre el nivel del mar.

### Carácter invasor en España

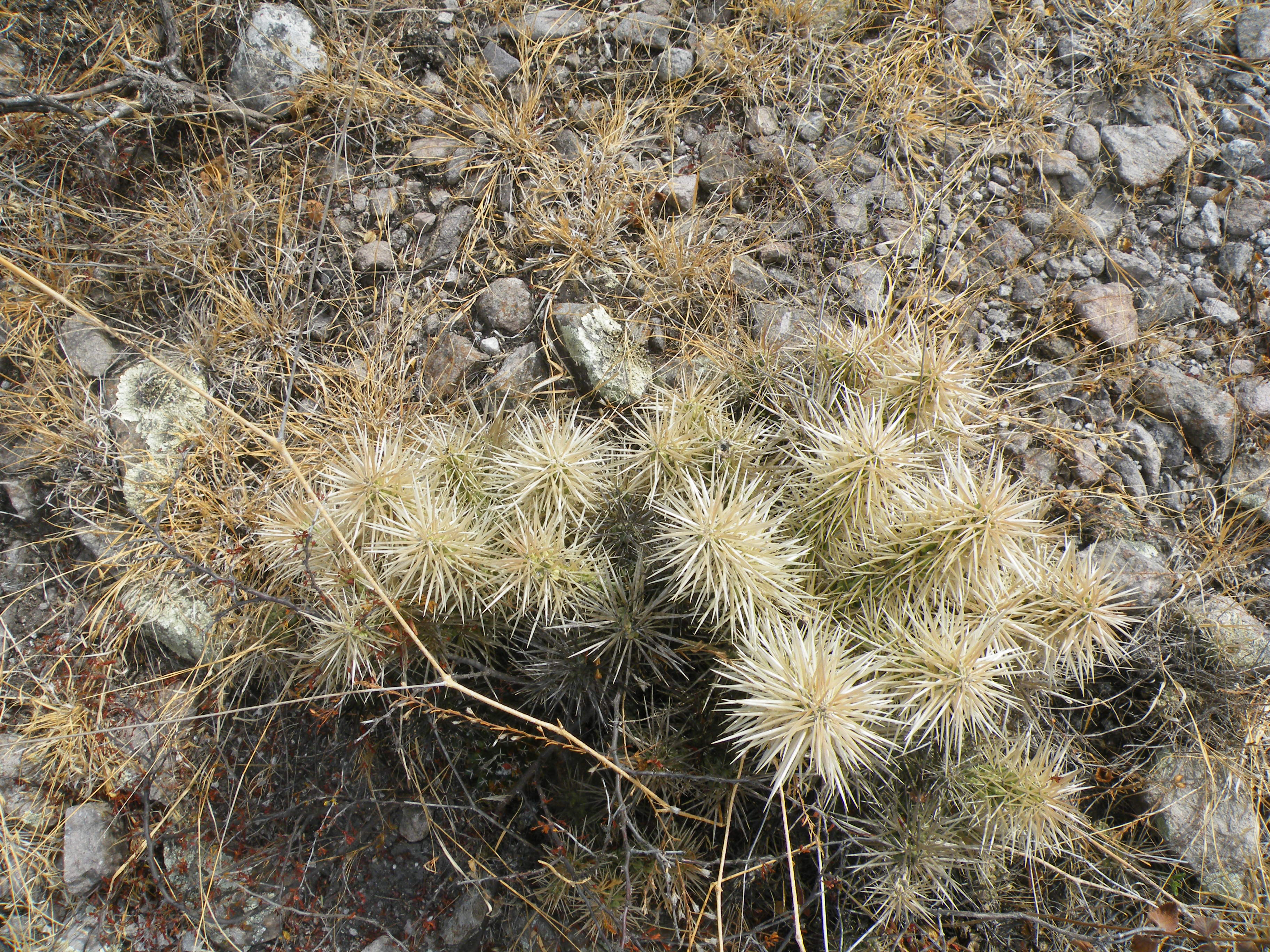
Porte de la planta

Debido a su potencial colonizador y constituir una amenaza grave para las especies autóctonas, los hábitats o los ecosistemas, todo el género Cylindropuntia ha sido incluido en el Catálogo Español de Especies Exóticas Invasoras, regulado por el Real Decreto 630/2013, de 2 de agosto, estando prohibida en España su introducción en el medio natural, posesión, transporte, tráfico y comercio.

## Taxonomía
La primera descripción de esta especie fue como Opuntia kleiniae, publicada en 1828 por el botánico suizo Augustin-Pyrame de Candolle en la revista ilustrada Mémoires du Muséum d'Histoire Naturelle 17: 118.
Posteriormente, el botánico danés Frederik Marcus Knuth colocó la especie en el género Cylindropuntia, pasando a llamarse Cylindropuntia kleiniae y anotando estos cambios en el libro Den Nye kaktusbog: 131 en el año 1930.
Etimología
- Cylindropuntia: nombre genérico formado por dos palabras: el sustantivo griego kýlindros (que significa 'cilindro') y el género Opuntia, (con el que el género tiene similitudes), haciendo referencia a la forma cilíndrica de los tallos de las plantas.
- kleiniae: epíteto específico otorgado por la similitud sus tallos con los de la especie Kleinia neriifolia.[8]

Sinonimia
- Cylindropuntia caerulescens (Griffiths) F.M.Knuth (1936)
- Cylindropuntia recondita (Griffiths) F.M.Knuth (1936)
- Grusonia kleiniae (DC.) G.D.Rowley (2006)
- Opuntia caerulescens Griffiths (1909)
- Opuntia kleiniae DC. (1828)
- Opuntia kleiniae var. gilensis M.A.Fisch. (1962)
- Opuntia kleiniae var. laetevirens Salm-Dyck  (1850)
- Opuntia recondita Griffiths (1913)
- Opuntia wrightii Engelm. (1856)

## Estado de conservación
En la Lista Roja de Especies Amenazadas de la UICN, la especie está clasificada como de “Preocupación Menor (LC)”.
No se conocen amenazas importantes para la conservación de esta especie, ya que es bastante común y tiene un potencial reproductivo enorme, pudiendo reproducirse tanto sexualmente como asexualmente mediante fragmentos de tallos desprendidos.

## Usos

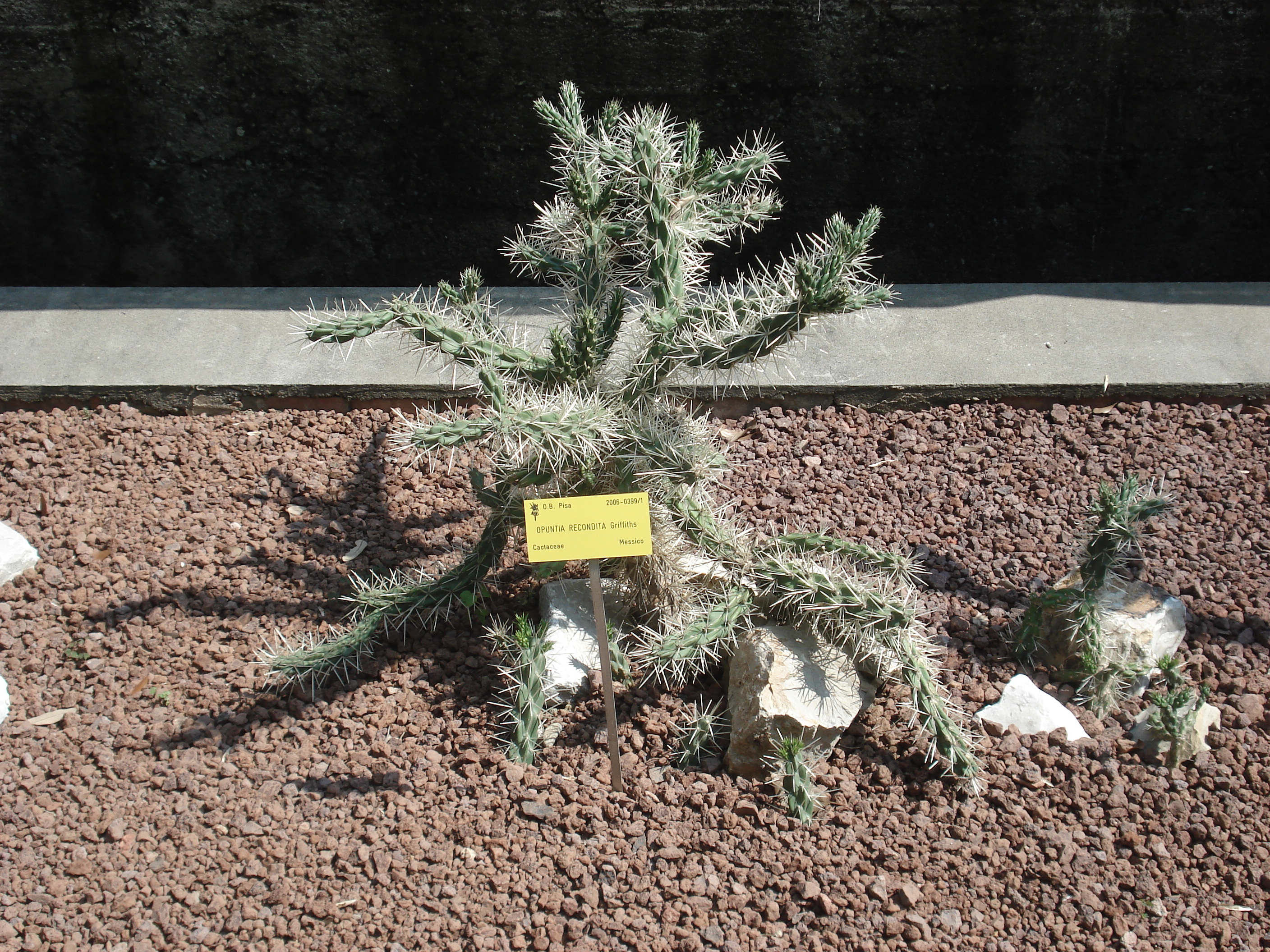
En cultivo

Se cultiva principalmente como planta ornamental y su propagación se realiza principalmente a través de esquejes.

## Nombres comunes
Los nombres comunes de esta especie son: cardoncillo, cholla tasajillo macho, choya tasajillo macho, nopal de cuatro espinas, tasajillo, tasajillo rojo y tasajo.